# Kalitengah (Tanggulangin)
Kalitengah is een bestuurslaag in het regentschap Sidoarjo van de provincie Oost-Java, Indonesië. Kalitengah telt 12.832 inwoners (volkstelling 2010).